# Taraxacum apicatum
Taraxacum apicatum — вид квіткових рослин з родини айстрових (Asteraceae). Вид зростає в Європі: Швеція, Фінляндія, Польща, Естонія, Латвія, північноєвропейська Росія; це багаторічна рослина помірних біомів.